# Alamdar
Alamdar (arab. علمدار) – wieś w Syrii, w muhafazie Aleppo, w dystrykcie Afrin. W 2004 roku liczyła 174 mieszkańców.